# Consiglio Nazionale Ordine Psicologi
Il Consiglio nazionale dell'ordine degli psicologi (in acronimo: CNOP) è l'ente che riunisce e rappresenta tutti gli ordini territoriali degli psicologi d'Italia. La comunità professionale, da questi ultimi rappresentata, è formata dall'insieme di tutti gli iscritti all'Albo degli Psicologi (delle diverse sezioni, A e B) di tutte le regioni italiane. Gli ordini, regionali e nazionale, sono enti pubblici non economici vigilati dal Ministero della Salute ed istituiti ai sensi della Legge n° 56 del 18 febbraio 1989 e della legge n. 170 dell'11 luglio 2003.
L'insediamento dei consigli territoriali e del consiglio nazionale è ratificato con decreto del Ministro della Salute, in base all'esito di elezioni a cui sono chiamati a partecipare tutti gli iscritti. Il mandato è quadriennale, ed il consiglio in carica esercita le proprie funzioni fino all'insediamento effettivo del nuovo consiglio eletto.

## Gli ordini territoriali
La legge istitutiva affida agli ordini territoriali il governo e la tutela del titolo e dell'esercizio della professione di psicologo. Tale azione si attua principalmente attraverso la rappresentanza istituzionale, la tenuta dell'Albo (elenco pubblico al quale ogni professionista che voglia esercitare la professione deve essere iscritto), e attraverso l'azione disciplinare.
Essi sono:
- Abruzzo, su ordinepsicologiabruzzo.it.
- Basilicata, su ordpsicobas.it.
- Bolzano (provincia), su psibz.org.
- Calabria, su psicologicalabria.it.
- Campania, su psicamp.it.
- Emilia-Romagna, su ordpsicologier.it.
- Friuli-Venezia Giulia, su ordinepsicologifvg.it.
- Lazio, su ordinepsicologilazio.it.
- Liguria, su ordinepsicologiliguria.it.
- Lombardia, su opl.it.
- Marche, su ordinepsicologimarche.it.
- Molise, su ordinepsicologimolise.it.
- Piemonte, su ordinepsicologi.piemonte.it.
- Puglia, su psicologipuglia.it.
- Sardegna, su psicosardegna.it.
- Sicilia, su oprs.it.
- Toscana, su ordinepsicologitoscana.it.
- Trento (provincia), su ordinepsicologi.tn.it.
- Umbria, su ordinepsicologiumbria.it.
- Valle d'Aosta, su ordinepsicologi.vda.it.
- Veneto, su ordinepsicologiveneto.it.

## L'Ordine nazionale
Il CNOP - Consiglio Nazionale dell'Ordine degli Psicologi - ha sede a Roma, ed è l'istituzione che rappresenta sul piano nazionale gli interessi rilevanti della categoria. Sono consiglieri nazionali di diritto tutti i presidenti degli ordini territoriali, ed uno degli eletti tra i rappresentanti della sezione B (Dottori in tecniche psicologiche) dell'Albo; essi, riuniti in consiglio, nominano il presidente nazionale.
Per il mandato 2020-2024 l'organigramma CNOP è così composto:
- David Lazzari (Umbria), presidente
- Laura Antonia Lucia Parolin (Lombardia), vice presidente
- Roberto Calvani (Friuli Venezia Giulia), segretario
- Angela Maria Quaquero (Sardegna), tesoriere
- Gabriele Raimondi (Emilia-Romagna)
- Sabine Cagol (Bolzano)
- Armando Cozzuto (Campania)
- Luca Pezzullo (Veneto)
- Mara Fiaschi (Liguria)
- Roberto Calvani (Friuli Venezia Giulia)
- Vincenzo Gesualdo (Puglia)
- Giuseppe Bontempo (Abruzzo)
- Luisa Langone (Basilicata)
- Giancarlo Marenco (Piemonte)
- Armodio Lombardo (Calabria)
- Girolamo Baldassarre (Molise)
- Gaetana D’Agostino (Sicilia)
- Maria Antonietta Gulino (Toscana)
- Roberta Bommassar (Trento)
- Federico Conte (Lazio)
- Katia Marilungo (Marche)
- Alessandro Trento (Valle d'Aosta)
- Nicola Panza (rappresentante sez. B)

## Storia dell'Ordine degli Psicologi
Le prime iniziative finalizzate a regolamentare la professione di psicologo risalgono al 1970 in dibattiti sviluppatisi soprattutto nell'ambito accademico delle Università di Padova e Roma. La categoria è divisa tra posizioni favorevoli, tiepide e contrarie. L'esigenza più sentita di un ordinamento è manifestata dagli psicologi del Servizio sanitario nazionale, con i quali la professione è generalmente concorde, anche se al suo interno voci autorevoli - in particolare nell'area psicoanalitica - sono contrarie. Le motivazioni della contrarietà sono in parte politiche, per le quali gli ordini - ritenuti strumenti corporativi - andrebbero aboliti, e in parte culturali, connotate da dubbi sulla specificità della materia per cui la psicologia dovrebbe restare una disciplina destinata a fecondare le altre professioni.
Tra il 1970 e il 1989 (anno di approvazione della legge di ordinamento) il dibattito si sviluppa all'interno della categoria, senza particolari cambiamenti delle posizioni. Nel 1978, a Bologna, in un convegno della SIPs - Società italiana di psicologia, sigla storica della psicologia italiana, un progetto di legge di iniziativa del senatore Adriano Ossicini per l'istituzione dell'Ordine fu messo ai voti in una folta assemblea di psicologi e bocciato a grande maggioranza. Tra gli astenuti ci fu il noto psicoanalista Cesare Musatti e, fra i favorevoli, diversi aspiranti accademici organizzati da Marcello Cesa-Bianchi in un gruppo che aveva fondato a Milano una delle prime scuole di specializzazione post lauream.
Malgrado il pronunciamento contrario della SIPs il progetto di legge viene presentato al Parlamento nel quale, curiosamente, deve essere reiterato più volte in quanto non riesce ad arrivare alla discussione a causa di ricorrenti scioglimenti delle due Camere.
Ossicini porta avanti un lavoro certosino di mediazione tra l'Ordine dei medici - decisamente contrario - le società psicoanalitiche - contrarie per ragioni culturali, ma su posizioni moderate - la parte della categoria contraria per ragioni ideologiche e quanti premono a favore dell'ordinamento che sono la maggioranza degli psicologi.
L'ostilità dell'Ordine dei medici comprende la contesa sull'esercizio della psicoterapia: è infatti di quel periodo una sequenza di denunce per esercizio abusivo della professione medica contro psicologi che praticano la psicoterapia. Le successive sentenze daranno ragione agli psicologi.
Grazie alla minuziosa mediazione di Ossicini - superate difficoltà e contrasti - la Legge viene varata con accordi di massima su tre punti:
1. la pratica delle psicoterapia, che sarà condivisa tra medici e psicologi (ex art. 3, L. 56/89);
2. la formazione in psicoterapia, che sarà svolta presso scuole di specializzazione universitaria o presso istituti a tal fine riconosciuti (ex art. 3, L. 56/89);
3. le norme transitorie, finalizzate a salvare il precedente patrimonio della psicologia e degli psicologi, in particolare le pregresse attività private e le posizioni accademiche nei numerosi corsi di laurea ad indirizzo psicologico (filosofia, pedagogia, lettere, etc.) che già erano attivati in tutta Italia (ex artt. 32, 33, 34, 35, L. 56/89).

### Costituzione dell'Albo degli psicologi
Il primo laborioso compito per la costituzione dell'Albo, è l'iscrizione degli aventi diritto ai sensi dell'art. 32. L'applicazione delle norme transitorie, già dal 1990, comporta per i Commissari nominati dai Presidenti dei Tribunali una serie di problemi. Verranno infatti ammessi in via prioritaria all'iscrizione tutti quanti ricoprono o abbiano ricoperto un posto di ruolo presso una istituzione pubblica in materia psicologica (art. 32 lett. a) per il quale la nuova Legge prevede da ora in poi il diploma di laurea in psicologia, ancorché in possesso di altri e diversi titoli anche di rango minore.
Tale prima fascia di iscritti risulta essere di numero esiguo a differenza di una seconda (art. 32 lett.b) - più numerosa, in possesso di diploma di laurea e avendo superato un pubblico concorso, o fruito di sanatoria - comprendente categorie adiacenti e più o meno pertinenti con la psicologia: è tipico il caso degli insegnanti di sostegno di ruolo della scuola media. In numerosi casi di diniego dell'iscrizione vengono opposti ricorsi al Tribunale, con sentenze non sempre concordi anche in circostanze apparentemente analoghe.
Una terza classe di iscrivibili in via transitoria (art. 32 lett. c) è quella formata da laureati che per almeno sette anni hanno svolto in via continuativa attività di collaborazione o consulenza attinente alla psicologia per enti o istituzioni pubbliche o private. La genericità di tale dicitura provoca non pochi problemi in quanto non definisce il differenziale tra "continuatività" e "saltuarietà", potendosi - al limite - considerare continuativa una consulenza di una volta all'anno per sette anni consecutivi. È inoltre del tutto assente un riferimento all'eventualità che le prestazioni siano remunerate o meno: insieme al laureato in Psicologia che ha lavorato quale volontario, ha diritto all'iscrizione anche chi è laureato in altra materia, ma certifica di avere prestato consulenza gratuita per almeno 7 anni. Detti casi - effettivamente verificatisi - non furono di numero eclatante. Anche la presenza del termine "private" dà luogo ad equivoci: infatti molti liberi professionisti risultano impegnati presso "centri studi" e "associazioni", suscitando talvolta dubbi di combine realizzate ad hoc per rientrare nei parametri previsti dalla norma. Questa fattispecie si verifica in numero più elevato della precedente.
Altri ancora (art. 32 lett. d) sono iscritti all'Albo in base a requisiti di eccellenza nel campo della psicologia perché hanno operato per almeno tre anni nelle discipline psicologiche ottenendo riconoscimenti nel campo specifico a livello nazionale o internazionale. La norma, idealmente riferita a personalità insigni, viene interpretata da ciascun Commissario secondo criteri diversi e variamente articolati: entrano in tal modo nell'albo studiosi come Cesare Musatti, filosofo e psicoanalista di chiara fama, ma anche cultori dotati di una laurea qualunque con certificati formativi a conforto di un interesse per la psicologia. Il numero degli ammessi in tale condizione è comunque esiguo.
La costituzione dell'Albo è completata con una sessione speciale di esame di Stato per soli titoli ai sensi dell'art. 33, norma il cui testo definisce chiaramente quali titoli - e in che modo certificati da una pubblica amministrazione - danno diritto all'ammissione all'Albo.
Per ciascun territorio, depositato l'Albo, i Commissari indicono le prime elezioni alle cariche ordinistiche.

### Le elezioni e l'elenco degli psicoterapeuti
Già nei primi confronti, in prospettiva delle elezioni, si profila un importante problema che il Consiglio eletto dovrà affrontare: l'elenco degli psicoterapeuti.
L'art. 35 prevede l'accesso a tale elenco in sanatoria per coloro che:
- siano laureati da almeno 5 anni,
- siano iscritti all'ordine degli psicologi o all'ordine dei medici,
- dichiarino, sotto la propria responsabilità, di aver acquisito una formazione in psicoterapia,
- certifichino di tale formazione, sedi, tempi e durata,
- documentino un eventuale curriculum scientifico e professionale,
- dimostrino preminenza e continuità della professione di psicologo con specializzazione in psicoterapia tra eventuali altre attività.

Secondo le norme transitorie - applicabili per i cinque anni successivi all'entrata in vigore della legge - spetta agli ordini stabilire la validità delle documentazioni e interpretare in modo appropriato termini quali "preminenza" e "continuità", definire con quali documenti (fatture, ricevute, altro) si possono attestare e a quale temporalità devono fare riferimento.
L'unica formazione preesistente alla contingenza elettorale - l'Associazione Unitaria Psicologi Italiani (AUPI) - diffusa abbastanza uniformemente con una rete nazionale e una mission già mutuabile in obiettivi elettorali, dichiarando i propri intenti riguardo al problema delle sanatorie non mostra univocità di posizioni nelle diverse aree. Intenzioni rassicuranti si contrappongono ad altre rigide e formaliste; in alcuni casi si ritiene che l'unica formazione valida debba essere quella pubblica. Anche per tale ragione, nelle regioni in cui più difficile appare l'accesso alla sanatoria, i professionisti si organizzano in funzione anti-AUPI e nascono altre formazioni elettorali che portano nei Consigli diversi e più moderati punti di vista.
Infatti i consigli eletti affrontano il problema dell'art. 35 in modo equilibrato, e nei casi dubbi con qualche larghezza, anche per la minaccia latente dei ricorsi al Tribunale. L'applicazione delle norme transitorie avviene in base a formalità e le poche contestazioni sono risolte da specifiche sentenze e da circolari interpretative del Ministero. Il lavoro maggiore, in assenza di una normativa precisa, è quello di discriminare tra certificazioni discutibili eppure non da escludere a priori (perfino di parrocchie ed enti solidaristici diversi) e documentazioni di sodalizi fino ad allora sconosciuti che risultavano tuttavia seri per iniziative e storia.
Una formazione elettoralmente assai attiva è il MoPI (Movimento Psicologi Indipendenti), per il quale in una serie di scritti Patrizia Adami Rook sostiene che, in quanto nel testo dell'art. 35 "laureati da almeno 5 anni" è scritto dopo medici, tale delimitazione doveva riguardare solo i medici. Si prefigura in tal modo l'eventualità che gli psicologi non abbiano bisogno di essere laureati da almeno 5 anni - e neppure di essere laureati - per beneficiare dell'art. 35.
Abbastanza complessi sono i casi di titoli conseguiti all'estero, talvolta presso istituzioni poi scomparse, e di lauree in itinere: ad una persona laureatasi 10 giorni dopo l'entrata in vigore della L. 56/89 il Consiglio dell'ordine respinse la richiesta e ne seguì un ricorso che giunse fino alla Corte Costituzionale, la quale sancì che la laurea doveva essere posseduta al momento di entrata in vigore della Legge.
L'Ordine si occupa intanto dell'applicazione dell'art. 34 nel quale si prevede l'ammissione all'esame di Stato per l'iscrizione all'Albo di quanti:
- risultano iscritti - al momento dell'entrata in vigore della Legge - ad un corso di specializzazione almeno triennale in psicologia o in uno dei suoi rami,
- e documentano altresì di avere svolto attività che forma oggetto della professione di psicologo per non meno di un anno.

Non indicando la norma alcuna caratteristica per i corsi di specializzazione validi, appare opportuno a molti che essa riguarda, insieme a quelli di matrice pubblica, anche i corsi organizzati da privati. Nell'ottobre del 1992 Patrizia Adami Rook chiede formalmente al MURST un parere nel merito, seguita successivamente da Margherita Spagnuolo Lobb. Il MURST risponde nel marzo del 1993 con un parere, più che conforme, estensivo delle aspettative: con corso di specializzazione si deve intendere anche la formazione presso privati purché questi abbiano presentato una domanda di riconoscimento ministeriale. Il vincolo ristretto all'avere presentato - ma non necessariamente ottenuto - il riconoscimento, mette un gran numero di aspiranti psicologi in condizione di ambire all'iscrizione nell'Albo attraverso l'ammissione all'esame di Stato.
Il MoPI, che si adoperò per ottenere tale risultato, assisté molti aspiranti psicologi nel documentare corsi di specializzazione in gran parte frammentari, dal contenuto discutibile e spesso difficile da portare a chiarezza per la distanza di tempo, nella presentazione di domande di partecipazione all'esame di Stato, nella preparazione all'esame stesso, nei ricorsi al TAR per le sospensive contro le esclusioni dall'esame e nel successivo contenzioso giudiziario.
Una vivace opposizione a tale larga interpretazione della norma viene invece dall'ambiente accademico. I rifiuti delle Università ad ammettere all'Esame di Stato quanti hanno specializzazioni private ricostruite o autocertificate, configurati come effetti di giudizio illegittimi e non previsti da alcuna norma, esitano ricorsi ai Tribunali Amministrativi che, concedendo le sospensive richieste, di fatto aprono la strada a un contenzioso assai intricato. Ciò in particolare per l'ipotesi - sostenuta ancora dal MoPI - che per avere diritto a sostenere l'esame fosse sufficiente essere specializzati a prescindere dalla laurea, non riportando l'art. 34 alcun riferimento al termine "laureati".
In seguito i TAR, affrontando la materia nel merito, danno sentenze diverse caso per caso; lo stesso avviene per i ricorsi spinti fino al Consiglio di Stato; ciò porta la Psicologia in una situazione di confusione paradossale: mentre le scuole di specializzazione sono bloccate per problemi di regolamento e il Ministero non sostiene più la linea morbida, alcuni Rettori - costretti ad ammettere aspiranti Psicologi di dubbio diritto - nelle more del giudizio adottano la locuzione abilitazione con riserva, alcuni abilitano e poi revocano aprendo altre ondate di contenziosi; degli oltre 400 che hanno superato l'esame di Stato in tale condizione, molti sono stati intanto già iscritti agli Ordini ed esercitano la professione. Infatti gli Ordini territoriali nei quali il MoPI ottiene la maggioranza, tra questi il Lazio e la Lombardia, avendo sostenuto le ragioni degli abilitati con riserva, coerentemente li iscrivono all'Albo.
La situazione richiede una nuova sanatoria che avviene nel 1999 con una legge ad hoc che riapre i termini dell'art. 35 - per cui sono iscritti di diritto coloro che hanno superato l'esame di Stato in qualunque modo - e, necessariamente, riapre anche i termini dell'art 34.

#### Le scuole di specializzazione
Un importante problema connesso alla nascita dell'Ordine e dell'Albo è il riconoscimento delle scuole di formazione in psicoterapia. Tra il 1993 e il 1995 il lavoro della commissione ministeriale per il riconoscimento delle scuole di psicoterapia svolto su basi di buon senso - ma ancora in assenza di un regolamento - viene contestato.
Le scuole escluse ricorrono al TAR e le sentenze portate avanti al Consiglio di Stato dalle parti soccombenti; il Consiglio, con un parere assai discusso, annulla tutti gli atti svolti dalla Commissione in assenza di regolamento. Ciò espone a problemi gravi sia le scuole che hanno nel frattempo organizzato i corsi, che gli Psicologi che hanno intrapreso la formazione.
La soluzione è trovata in un Regolamento che, formalizzando univocamente la procedura della commissione, riduce sensibilmente l'eventualità di ricorso al Tribunale Amministrativo. In tale regolamento però - che non poteva omologare posizioni teoriche ed epistemologiche diverse e frammentarie - si formalizzano solamente aspetti tecnico-burocratici, strutturali ed organizzativi, prescindendo necessariamente da considerazioni sia di valore scientifico che di contenuto culturale. In tal modo, presentando quali titoli accademici e ordinamentali la sola iscrizione all'elenco degli psicoterapeuti nell'Albo degli psicologi, numerosi soggetti possono soddisfare il dettato del regolamento istituendo strutture con le caratteristiche previste e ottenere il riconoscimento ministeriale per un numero di scuole tale da fare apparire addirittura superflua l'ulteriore istituzione di scuole di specializzazione universitarie che, anche per tale contingenza, rimangono in numero esiguo.

### Raggruppamenti e associazioni a valenza politico-professionale
- A.P. - AltraPsicologia, su altrapsicologia.it. URL consultato il 1º marzo 2008.
- A.U.P.I. - Associazione Unitaria Psicologi Italiani, su aupi.it. URL consultato il 7 gennaio 2008.
- C.P. - Cultura e Professione, su culturaeprofessione.com. URL consultato il 14 gennaio 2010.
- Mo.P.I. - Movimento Psicologi Indipendenti, su mopi.it. URL consultato il 7 gennaio 2008.
- S.I.P.A.P. - Società Italiana Psicologi Area Professionale, su sipap.it. URL consultato il 20 aprile 2020.
- Professione & Solidarietà, su professioneesolidarieta.it

### Società scientifiche nazionali
- Associazione Italiana Psicologia, su aipass.org. URL consultato il 14 gennaio 2010.
- S.I.Ps. - Società Italiana di Psicologia, su sips.it. URL consultato il 7 gennaio 2008.

| Controllo di autorità | VIAF (EN) 305432200 · GND (DE) 1044913258 · BNF (FR) cb40149336g (data) |